# Craigantlet
Die Craigantlet (anderen Quellen zufolge auch Craiganlet) war ein zypriotisches Containerschiff, das am 26. Februar 1982 beim Killantringan Lighthouse im Portamaggie Bay, Wigtownshire, im südwestlichen Schottland, auf Grund lief. Das Containerschiff war auf dem Weg von Liverpool nach Belfast, als es nur wenige Meter vom Leuchtturm entfernt auf die Felsen fuhr. Der Leuchtturmwärter schlug Alarm, und so konnte die Besatzung des Schiffes von einem Sea-King-Hubschrauber des 829. Marinegeschwaders, stationiert in Prestwick, gerettet werden.

## Das Schiff
Das Schiff wurde von der Werft Reposaaren Konepaja in Reposaari, Finnland, gebaut und lief 1972 vom Stapel.

## Folgen des Untergangs
Da das Schiff Container mit Gefahrgut geladen hatte und einige davon fälschlich als leer erklärt worden waren, entschied man sich auch angesichts der drohenden Umweltkatastrophe, die Umgebung für knapp sechs Wochen zu evakuieren, bis die betroffenen Container weggeräumt worden wären. Während dieser Zeit installierte man am Leuchtturm ein automatisches Leuchtfeuer.

## Heute
Teile des Bugs waren mindestens bis 2011 bei Niedrigwasser noch im Portamaggie Bay zu sehen.